# Zahi Hawass
Zahi Hawass (arabe : زاهي حواس), né le 28 mai 1947 à Damiette, est un égyptologue, archéologue et universitaire égyptien.

## Biographie

### Carrière académique

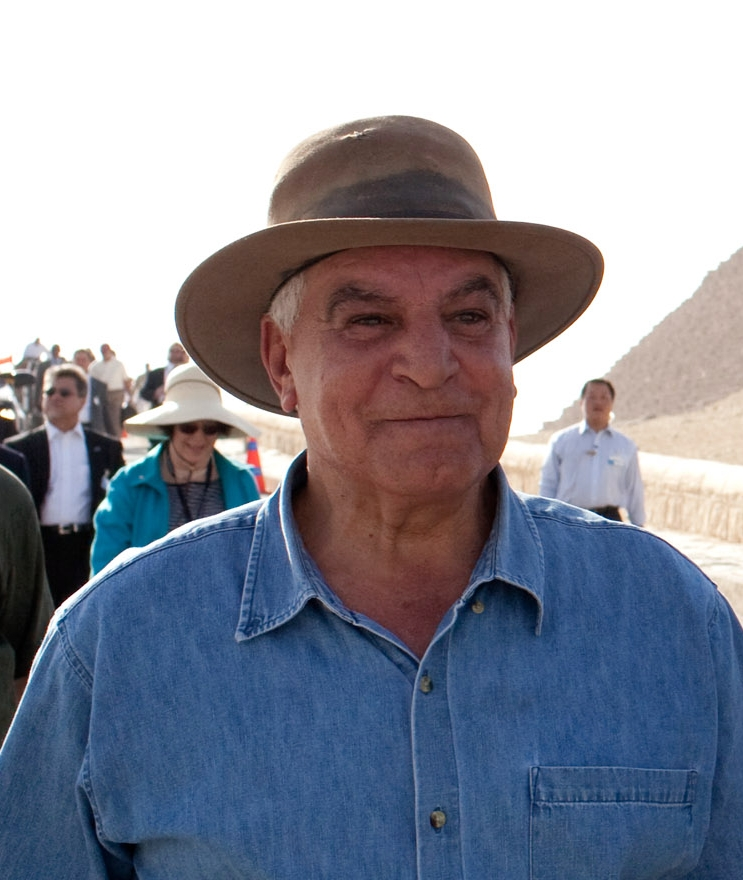
Zahi Hawass en 2009, coiffé d'un Stetson à l'Indiana Jones.

Après des études en Égypte et aux États-Unis, où il est diplômé en 1967, il devient consultant pour de nombreux documentaires avant d'occuper divers postes et devenir finalement le secrétaire général du Conseil suprême des Antiquités égyptiennes.
Son premier poste, en 1969, est celui d'inspecteur des antiquités à Tounah el-Gebel, en Moyenne-Égypte. La même année, il est également inspecteur des antiquités à Edfou, à Abydos et à Al-Minya. L'année suivante, c'est à Alexandrie, pour la partie ouest du delta du Nil. En 1972, il est nommé à ce poste pour la région du Caire, en 1973, aux temples d'Abou Simbel, en 1974, à Louxor. De 1974 à 1979, il est premier inspecteur des antiquités, puis en 1980, inspecteur en chef puis il occupe le poste de directeur général des antiquités du plateau de Gizeh, de Saqqarah et de l'oasis de Bahariya entre 1987 et 1997.
Professeur invité dans plusieurs universités américaines et européennes, il est également membre de l'Académie russe des sciences naturelles et de l'Académie royale des Beaux-Arts de Sainte Élisabeth de Hongrie (en) ainsi que de plusieurs autres sociétés savantes. Entre 1998 et 2002, il occupe le poste de sous-secrétaire d'État pour les monuments de Gizeh avant de devenir en 2002 le secrétaire général du Conseil suprême des Antiquités égyptiennes. C'est à ce titre qu'il fait passer une loi en 2010 annulant le quota de 10 % de biens que les missions étrangères avaient l'habitude de prélever sur leurs découvertes.

### Carrière politique, chute et retour
Il est nommé ministre des Antiquités, un poste ministériel nouvellement créé, par Hosni Moubarak en janvier 2011. Il démissionne le 3 mars 2011 de ses fonctions ministérielles puis est reconduit, le 30 mars, dans les fonctions de ministre des Antiquités dans le nouveau gouvernement présidé par le Premier ministre Essam Charaf. Il démissionne de nouveau le 17 juillet après que le Premier ministre Charaf l'a informé qu'il ne serait pas reconduit dans ses fonctions. Il est remplacé le 22 août 2011 à la tête du Conseil suprême des Antiquités égyptiennes par Mohamed Abdel Fattah puis un mois après par Moustapha Amine. Dès 2011, il est très critiqué pour sa relation étroite avec le clan Moubarak.
Interdit de sortie d'Égypte après la chute du raïs, il est de nouveau libre de voyager depuis juin 2013, il entame alors une série de conférences internationales. En 2018, son nom est donné à un nouveau centre d'études égyptologiques,.

### Combat pour rapatrier les Antiquités égyptiennes

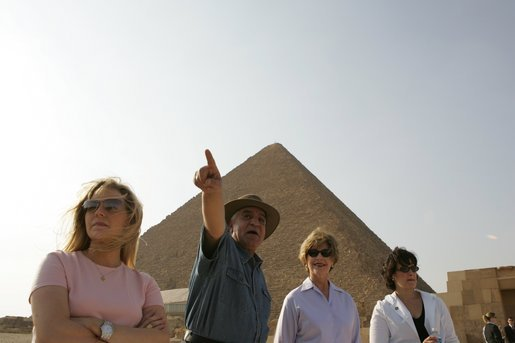
Zahi Hawass avec Laura Bush et Liz Cheney devant la pyramide de Khéops (23 mai 2005).

Depuis 2009, il s'est lancé dans une grande campagne pour récupérer les trésors de l'Égypte antique à l'étranger,. Pour arriver à l'objectif souhaité, il organise des communiqués de presse à grande échelle pour sensibiliser l'opinion publique occidentale.
Dans ce combat, il réclame sans succès le retour de la Pierre de Rosette, la stèle qui a permis à Champollion de déchiffrer l'écriture hiéroglyphique,. En revanche, il réussit à convaincre les responsables français de rendre à l'Égypte cinq fragments de peintures murales qui proviennent du tombeau d'un dignitaire de la XVIIIe dynastie situé dans la vallée des Rois, auparavant exposées au musée du Louvre,. Il travaille également d'arrache-pied pour obtenir le retour du buste de Néfertiti détenu par le Neues Museum de Berlin,.
Arrivé à la tête du ministère des Antiquités dans un contexte houleux marqué par la révolution, il réussit à mettre en place une stratégie avec l'UNESCO pour assurer une meilleure protection des sites archéologiques égyptiens,.

### Polémiques
En Occident, Hawass a été accusé de comportement autoritaire incluant l'interdiction faite aux archéologues d'annoncer leurs propres découvertes ; on l'accuse ainsi de courtiser les médias pour son propre compte, après leur avoir interdit l'accès aux sites archéologiques sous prétexte d'amateurisme. 
Plusieurs égyptologues ont par ailleurs déclaré lors d'interviews que la plupart des travaux du docteur Hawass étaient dépassés depuis longtemps. Hawass a délibérément ignoré ou méprisé ces critiques. Interrogé à ce sujet, il déclare que ce qu'il fait, il le fait dans l'intérêt de l'Égypte et pour la sauvegarde de ses antiquités.

### Travaux

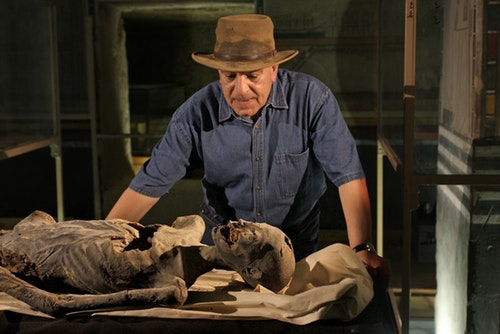
Zahi Hawass examinant une momie (2018).

Il est l'artisan de la restauration du Sphinx de Gizeh, qui a suscité maintes controverses, avec par exemple l'usage de béton armé.
Le 4 novembre 2007, Zahi Hawass et son équipe ont déménagé dans la mythique tombe KV62 la momie de Toutânkhamon vers un nouveau sarcophage.
En restaurant les murs de la mosquée Abou el-Hagag sur le temple de Louxor, ils ont fait une découverte : des linteaux, piliers et bas-reliefs vieux de 3 300 ans.
Soixante-trois tombes ont été mises au jour dans la vallée des Rois, mais aucune par un archéologue égyptien. Zahi Hawass espère mettre fin à cette série. En 2008, son équipe a entamé des recherches entre les tombeaux de Mérenptah et de Ramsès II avec pour objectif de trouver la sépulture de Ramsès VIII.

### Authentification de la momie de la reine Hatchepsout

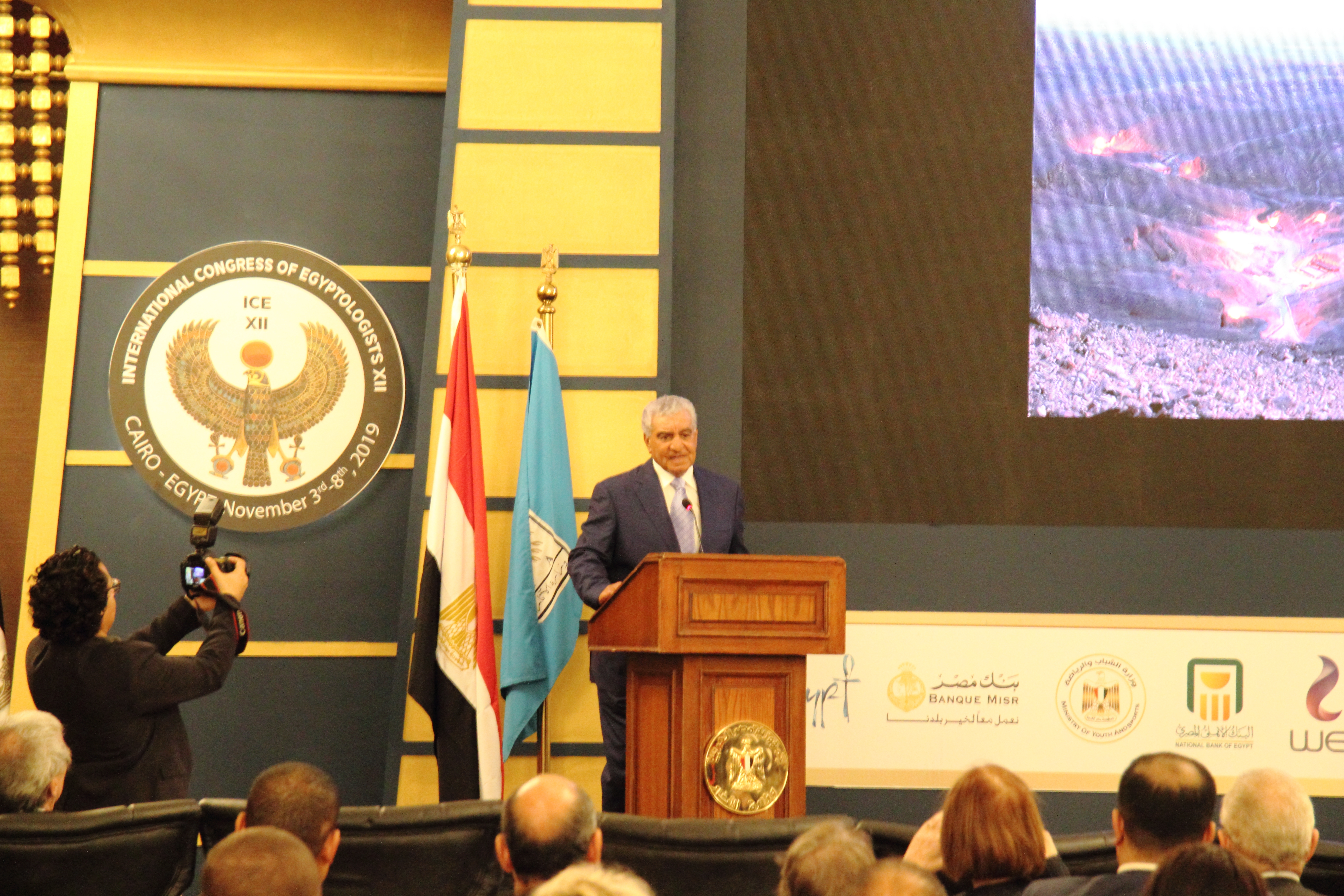
Zahi Hawaas au congrès international d'égyptologie (Le Caire, 2019).

Zahi Hawass a authentifié la momie de la reine Hatchepsout, trouvée en 1903 dans la tombe KV60. Le mystère a été définitivement éclairci en passant au CT Scan un vase canope portant sa titulature. Dans cette urne contenant ses viscères momifiés, Zahi Hawass et son équipe ont décelé une molaire à laquelle manquait une des racines. Et ce fragment de dent correspond parfaitement au vide laissé dans la mâchoire de la momie où se trouve toujours la racine manquante.
Cette momie ainsi que d'autres sont décrites dans l'ouvrage Scanning the Pharaohs: CT Imaging of the New Kingdom Royal Mummies, qu'il a co-écrit avec Sahar Saleem.

## Distinctions

### Docteurhonoris causa
- Docteur honoris causa de l'université de Pennsylvanie (États-Unis, 2000)[34]
- Docteur honoris causa de l'université américaine du Caire (Égypte, 2004)[35]
- Docteur honoris causa de l'université de Lisbonne (Portugal, 2011)[36]
- Docteur honoris causa de l'Université Chandrakasem Rajabhat (en) (Thaïlande, 2011)[37]
- Docteur honoris causa de la Nouvelle Université Bulgare (Bulgarie, 2016)[38]
- Docteur honoris causa de l'Université catholique de Saint-Domingue (en) (République dominicaine, 2016)[39]
- Docteur honoris causa de l'université Saint Ignace de Loyola (en) (Pérou, 2017)[40]
- Docteur honoris causa de l'université d'État des sciences humaines de Russie (Russie, 2021)[41].

### Prix et récompenses

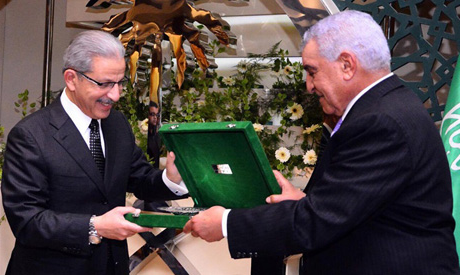
Zahi Hawass reçoit le grand prix du Ministère de la Culture saoudienne (2018).

- Le « First Class Award of Art and Science » pour ses travaux de restauration du Sphinx (Égypte, 25 mai 1998)[42].
- Scholar Award de l'Association of Egyptian Scholars (Égypte, 2000)[42].
- Médaille d'argent de l'Académie russe des sciences naturelles (Russie, 2001)[34].
- Prix de l'American Academy of Achievement (États-Unis, 2002)[42].
- Personnalité de l'année 2006 selon le magazine Time[43].
- Emmy Oscar Award (États-Unis, 2006)[44].
- Paestum Archaeology Award (Italie, 2006)[34].
- World Tourism Award (Grande-Bretagne, 2008)[34].
- Ambassadeur de bonne volonté (Japon, 2008)[34].
- Médaille d'or de l'Université Charles de Prague (République tchèque, 2015)[45].
- Mediterranean Partnership Award (Espagne, 2017)[46].
- Golden Gala of Magna Graecia (Italie, 2017)[47].
- Ambassadeur de la culture et des Antiquités auprès de l'Organisation des Nations unies (2017)[48].
- Prix de l'Association italienne de culture et de solidarité (Italie, 2018)[49].
- Mare Nostrum Award (Malte, 2018)[50].
- Médaille d'honneur de la Présidence de la république du Kosovo (Kosovo, 2018)[51].
- Prix de la Société brésilienne des études historiques (Brésil, 2018)[52].
- Prix de l'Académie brésilienne des lettres (Brésil, 2018)[52].
- Grand prix du ministère de la Culture (Arabie saoudite, 2018)[53].
- Old City Prize (Italie, 2019)[54].
- Plaque d'honneur du Ministère égyptien du Tourisme (en) (Égypte, 2019)[55].
- Plaque d'honneur de la Faculté des sciences économiques et politiques du Caire (Égypte, 2022)[56].

## Décorations

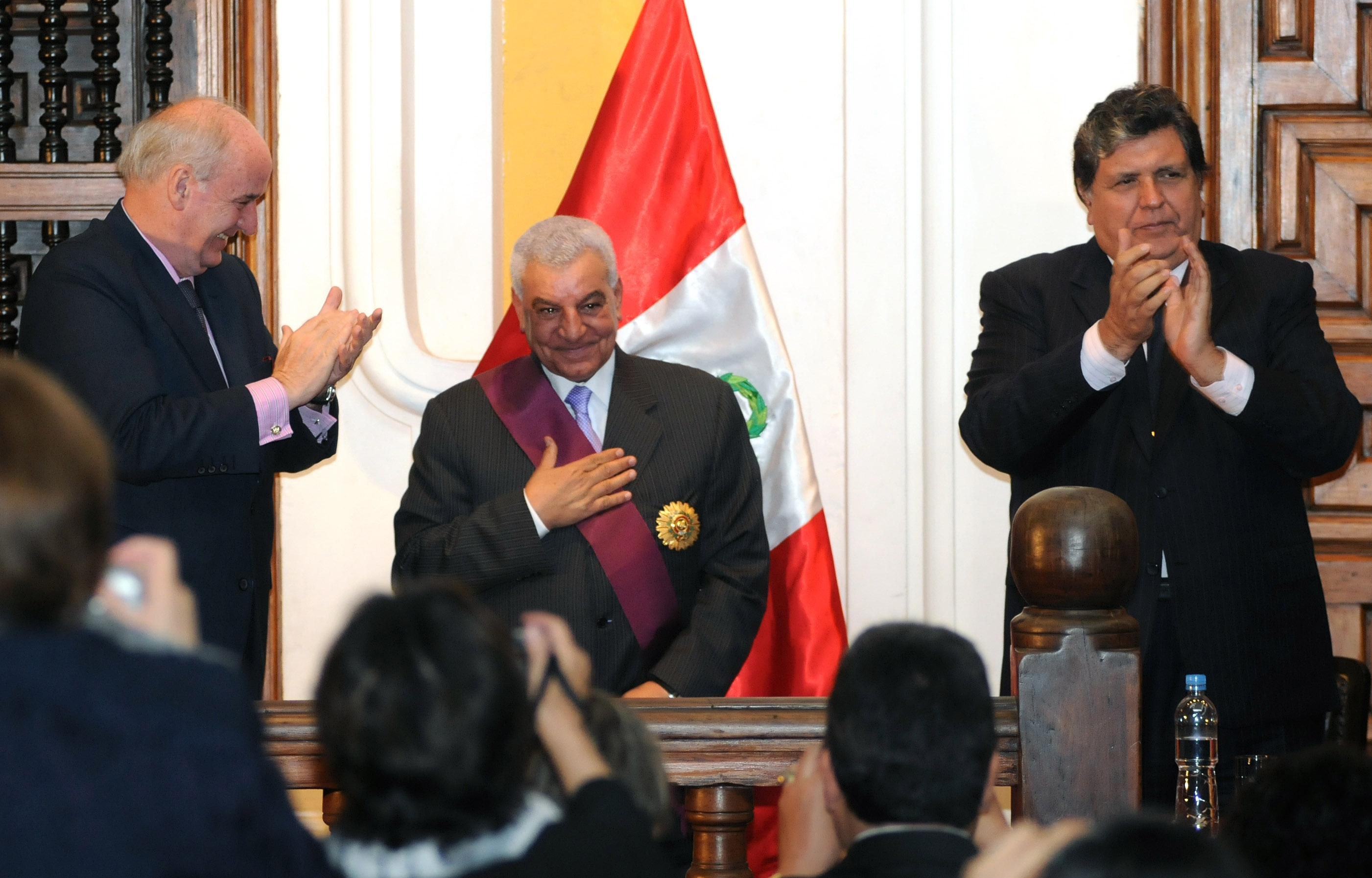
Zahi Hawass décoré par le président péruvien Alan García des insignes du grand-croix de l'ordre du Soleil (Lima, 4 juillet 2011).

### Décorations égyptiennes
- Grand-croix de l'ordre du Mérite civil.

### Décorations étrangères
- Chevalier (Achir) de l'ordre du Mérite national ( Algérie)[34].
- Grand-officier d'argent de l'ordre du Mérite ( Autriche).
- Chevalier de l'ordre des Arts et des Lettres espagnol (en) ( Espagne)[57].
- Officier dans l’ordre des Arts et des Lettres ( France)[58].
- Commandeur de l'ordre du Mérite de la République italienne ( Italie)[59].
- Étoile d'or et d'argent de l'ordre du Soleil levant ( Japon)[60].
- Grand-croix de l'ordre du Soleil ( Pérou)[61].
- Officier de l'ordre du Mérite de la république de Pologne ( Pologne)[62].

## Documentaires
- 2013 : Les Énigmes du Sphinx (avec Mark Lehner)[63]

## Principales publications

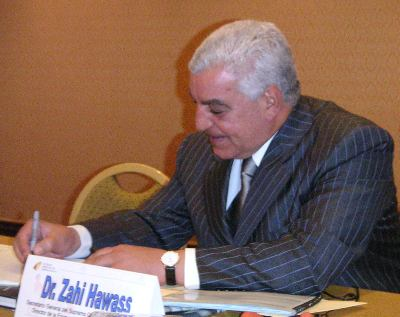
Zahi Hawass signant un autographe (août 2003).

### En français
- Au royaume des pharaons, Éd. Prisma, Paris, 2019
- Le trésor de Toutânkhamon, Éd. Citadelles & Mazenod, Paris, 2019
- Découvrir Toutânkhamon : De Howard Carter à l'ADN, Éd. du Rocher, Paris-Monaco, 2016
- L'art pharaonique, Éd. White Star, Londres, 2019
- Les Tombes oubliées de Thèbes, Éd. Thames & Hudson, Londres, 2010
- La fantastique histoire des constructeurs de pyramides, Éd. du Rocher, Paris-Monaco, 2009,  (ISBN 978 2 268 06810 7)
- Le style égyptien, Éd. Citadelles et Mazenod, Paris, 2009
- Le Trésor de Toutânkhamon, Éd. Imprimerie nationale, Paris, 2008
- Les trésors perdus de la vallée des Rois, Éd. Mengès, Paris, 2006
- Trésors cachés de l'Égypte, Éd. National Geographic, Londres, 2004

### En anglais
- The Great Book of Ancient Egypt: In the Realm of the Pharaohs, Éd. White Star, Londres, 2018
- Giza and the pyramids, Éd. Thames & Hudson Ltd, Londres, 2017
- Scanning the pharaohs: CT imaging of the New Kingdom royal mummies, Éd. American University in Cairo Press, Le Caire, 2016
- Newly: Discovered statues from Giza (1990-2009), Éd. Ministère des Antiquités, Le Caire, 2011
- Highlights of the Egyptian Museum, Éd. American University in Cairo Press, Le Caire, 2011
- Inside the Egyptian Museum, Éd. American University in Cairo Press, Le Caire, 2010
- Life in Paradise: the Noble Tombs of Thebes, Éd. American University in Cairo Press, Le Caire, 2009
- Old Kingdom Pottery from Giza, Éd. Ministère des Antiquités, Le Caire, 2008
- Mountains of the Pharaohs: A History of the Pyramids of Egypt, Éd. Doubleday Books, New York, 2006,  (ISBN 0385503059)
- Tutankhamun and the Golden Age of the Pharaohs: A Souvenir Book, Éd. National Geographic Society, Londres, 2005,  (ISBN 0792253116)
- Tutankhamun: The Mystery of the Boy King, Éd. National Geographic Society, Londres, 2005,  (ISBN 0792283546)
- The Island of Kalabsha, Éd. American University in Cairo Press, Le Caire, 2005,  (ISBN 9773056988)
- How The Great Pyramid Was Built, Éd. Smithsonian Books, Washington, 2004,  (ISBN 158834200X)
- Curse of the Pharaohs: My Adventures With Mummies, Éd. National Geographic Society, Londres, 2004,  (ISBN 079226665X)
- Hidden Treasures of Ancient Egypt: Unearthing the Masterpieces of Egyptian History, Éd. National Geographic Society, Londres, 2004,  (ISBN 0792263197)
- The Golden Age of Tutankhamun: Divine Might and Splendor in the New Kingdom, Éd. American University in Cairo Press, Le Caire, 2004,  (ISBN 9774248368), (OCLC 56358390)
- Cradle & Crucible: History and Faith in the Middle East, avec David Fromkin et Milton Viorst, Éd. National Geographic Society, Londres, 2004,  (ISBN 0792265971)
- Tesoros de las Piramides, Éd. Grupo Oceano, Washington, 2004,  (ISBN 9706517758)
- The Treasures of the Pyramids, Éd. White Star, Londres, 2003,  (ISBN 8880952331)
- Egyptian Museum Collections Around the World: Studies for the Centennial of the Egyptian Museum, Éd. American University in Cairo Press, Le Caire, 2003,  (ISBN 9774247779)
- Secrets from the Sand: My Search for Egypt's Past, Éd. Harry N. Abrams, New York, 2003,  (ISBN 0810945428)
- Bibliotheca Alexandrina: The Archaeology Museum, Éd. American University in Cairo Press, Le Caire, 2003,  (ISBN 9773053261)
- Egyptology at the Dawn of the Twenty-First Century: History, Religion : Proceedings of the Eighth International, Éd. American University in Cairo Press, Le Caire, 2003,  (ISBN 9774247140)
- Hidden Treasures of the Egyptian Museum: One Hundred Masterpieces Form the Centennial Exhibition, Éd. American University in Cairo Press, Le Caire, 2003,  (ISBN 9774247787)
- Fantasy Literature for Children and Young Adults, avec Pamela S. Gates, Éd. Scarecrow Press, Washington, 2003,  (ISBN 0810846373)
- The Mysteries of Abu Simbel: Ramesses II and the Temples of the Rising Sun, Éd. American University in Cairo Press, Le Caire, 2001,  (ISBN 9774246233)
- Valley of the Golden Mummies: The Greatest Egyptian Discovery Since Tutankhamun, Éd. Virgin Books, Londres, 2000,  (ISBN 1852278498)
- The Egyptian Monuments: Problems and Solutions, Éd. Gruyter, Berlin, 1995
- The Great Sphinx at Giza: Date and Function, Vol. 2, p. 177–195, Atti del VI Congresso Internazionale di Egittologia, Turin, 1993
- Recent Discoveries at Giza Plateau, Vol. 1, p. 241–242, Atti del VI Congresso Internazionale di Egittologia, Turin, 1992.
- A Burial with an Unusual Plaster Mask in the Western Cemetery of Khufu's Pyramid, p. 327–336, The Followers of Horus. Studies Hoffman, Oxbow Books, Oxford, 1992.
- The funerary establishments of Khufu, Khafra and Menkaura during the Old Kingdom, Éd. University of Pennsylvania Press, Pennsylvanie, 1987
- The Khufu statuette, is it an Old Kingdom sculpture ?, Mélanges Gamal Eddin Mokhtar, IFAO, Le Caire, 1985.